# Michael V. Knudsen
 Der er flere personer med dette navn, se Michael Knudsen (flertydig).
Michael Vestergaard Knudsen (født 4. september 1978 i Hobro) er en dansk håndboldspiller.
Han har, siden sin landsholdsdebut i 1999, spillet 234 landskampe for Danmark og har scoret 779 mål. I 2005 skiftede han til den tyske klub SG Flensburg-Handewitt og var dermed holdkammerat med landsmændene og landsholdsspillerne Søren Rasmussen og Lasse Boesen. Han skiftede i 2014 til Bjerringbro-Silkeborg-Voel, hvor han har skrevet kontrakt frem til 2018. Hans styrker er på positionerne som stregspiller og som midterforsvarer, men han er undertiden brugt som bagspiller i en snæver vending. Han regnes for at være blandt verdens bedste stregspillere. Han var med i truppen der skulle til OL i Beijing, men så blev han syg og Mikkel Hansen kom ind på holdet.
Tidligere har Knudsen spillet for bl.a. Viborg HK, Skjern Håndbold og Flensburg-Handewitt

## Resultater

### Landsholdet
- 2002 EM bronze
- 2004 EM bronze
- 2006 EM bronze
- 2007 VM bronze
- 2008 EM guld
- 2011 VM sølv
- 2014 EM sølv